# Péruviens pour le changement
Péruviens pour le changement (Peruanos Por el Kambio, abrégé en PPK) est un parti politique péruvien créé en octobre 2014. Il est dirigé par Pedro Pablo Kuczynski jusqu'à son élection à la présidence de la République en 2016, puis par Gilbert Violeta.
Le parti parvient notamment à attirer les votes urbains des classes moyennes et supérieures.
Contigo est fondé en mars 2019 par le secrétaire général de PPK. Une partie des députés élus en 2016 demeure au sein de PPK jusqu'à la dissolution du Congrès de septembre 2019.